# Snug Corner
Snug Corner este o așezare situată în partea de vest a insulei Acklins, componentă a arhipelagului Bahamas. La recensământul din 1990 localitatea avea 380 locuitori.